# Протопопов Євген Сергійович
Євген Сергійович Протопо́пов (5 травня 1926, Каменськ-Уральський — 30 серпня 2003, Одеса) — український художник; член Спілки радянських художників України з 1962 року.

## Біографія
Народився 5 травня 1926 року в місті Каменськ-Уральському (нині Свердловська область, Росія). 1951 року закінчив Одеське художнє училище, де навчався у Леоніда Мучника, Михайла Тодорова.
Протягом 1952—1991 років працював в Одесі художником-виконавцем обласного Товариства художників та художньо-виробничого комбінату, одночасно з 1954 року очолював ізостудію Будинку вчених. Мешкав в Одесі в будинку на вулиці Пушкінській, № 39, квартира № 15 та у будинку на вулиці Довженка, № 9, квартира № 67. Помер в Одесі 30 серпня 2003 року.

## Творчість
Працював в галузях станкового живопису та станкової графіки, а також у галузі мистецтва художнього оформлення. Серед робіт:
графіка
- «Тарас Шевченко» (1961, кольорова ліногравюра);
- триптих «Африка» (1961, кольорова ліногравюра);
- «Карл Маркс» (1961, кольорова ліногравюра);
- «Костянтин Ціолковський» (1963, ліногравюра);
- «Портрет жінки» (1963);
- «Китобої» (1964);
- «До рідних берегів» (1965);
- «Володимир Маяковський» (1965);
- «Портрет Тараса Шевченка» (1966, папір, олівець);
- «Берізки» (2001, папір, акварель);

живопис
- «Після шторму» (1962);
- «Морське узбережжя» (1964);
- «Пейзаж з березами» (1966);
- «Берег Фонтана» (1980);
- «Узбережжя» (1999);
- «Ранок у горах (2000);

живописні серії
- «Карпатські пейзажі» (1961—1964);
- «Натюрморти з фруктами» (1963).

Автор етюдів (1971—1980), серії акварелей «Море» (1972—1989).
Брав участь у республіканських виставках з 1961 року. 